# Restaurant virtual

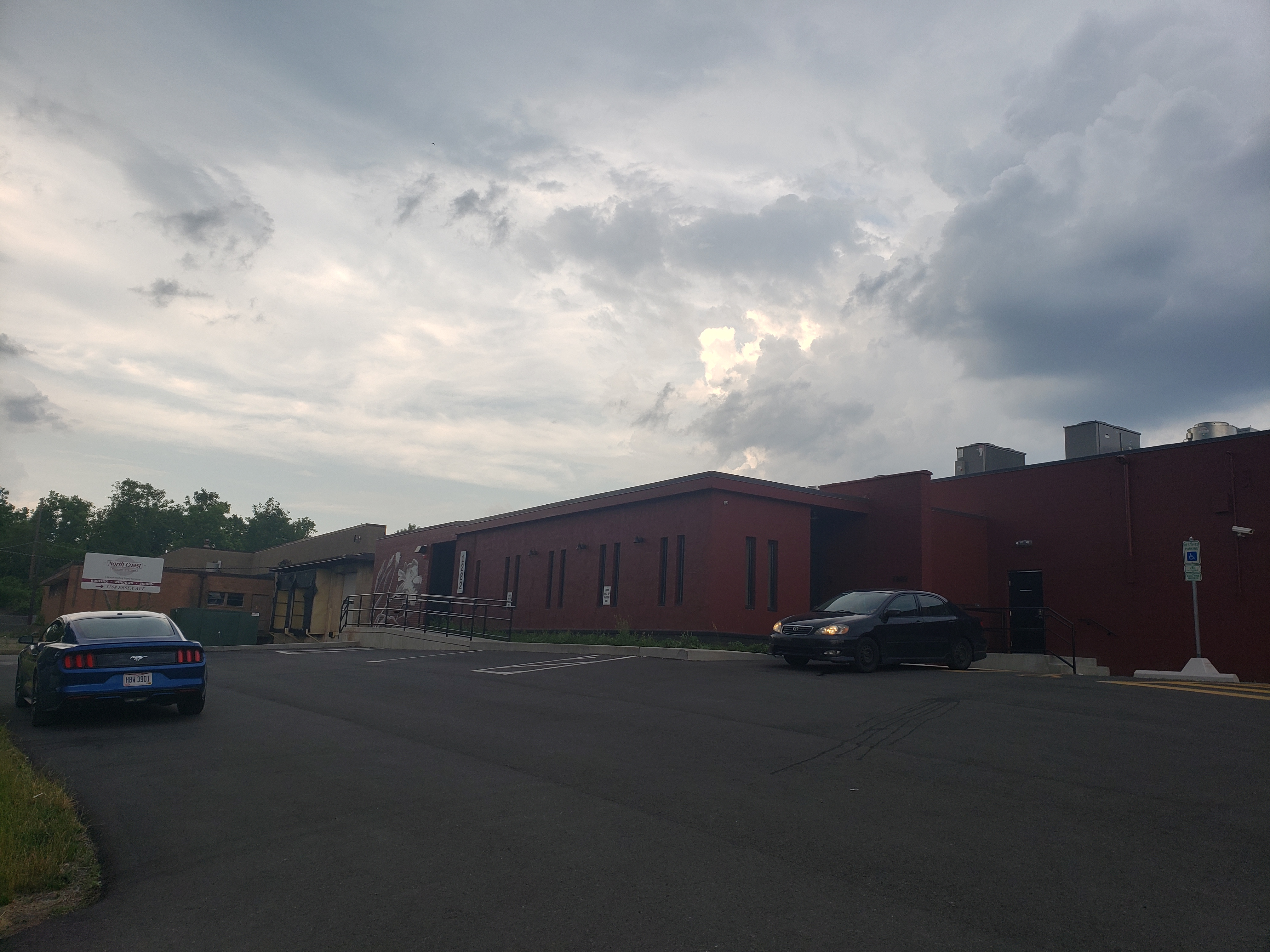
Un restaurant virtual a Columbus, Ohio el 2020, especialitzat en enviaments en línia mitjançant Uber Eats i altres serveis similars. Tingueu en compte el seu aspecte semblant a un magatzem que no és típic d'un restaurant tradicional.

Un restaurant virtual és un negoci de serveis d'alimentació que atén els clients exclusivament mitjançant lliuraments basats en comandes per telèfon o en línia. És una entitat de proveïdor d'aliments independent que opera a la cuina d'un restaurant existent. Com que no disposa d'un local de restaurant amb servei complet amb aparador i menjador, els restaurants virtuals poden economitzar ocupant béns immobles més econòmics. Un restaurant virtual pot ser allotjat en un establiment de restauració tradicional o en una cuina fantasma, o dark kitchen, i alhora pot referir-se també a una marca d'entrega de menjar preparat. Això contrasta amb una cuina fantasma que és un concepte de col·laboració per a la preparació de menjars sense presència al detall que un restaurant/marca o diversos restaurants poden adquirir.

## Antecedents
Els restaurants virtuals s’instal·len als restaurants existents, cosa que permet a les empreses reduir costos compartint espai. També estalvien diners evitant el servei de sopar mitjançant la dependència del servei de lliurament. Els restaurants virtuals confien en els seus propis controladors de lliurament o en aplicacions de lliurament de tercers, com ara Grubhub, Uber Eats, Postmates i DoorDash, per lliurar menjar als clients. No obstant això, algunes empreses també incorporen el seu propi sistema de lliurament al model de negoci.
Un local típic de restaurant virtual és capaç d'acollir la preparació de diversos tipus de cuina. L'estratègia de tenir diverses marques i cuines pot orientar-se a una gamma més àmplia de clients. Els xefs especialitzats o qualsevol cuina poden preparar els aliments. Els restaurants virtuals estan destinats a persones que busquen menjar i comoditat culinària, sovint en l'àmbit local o molt a prop d'ells.
Els restaurants virtuals s’han popularitzat durant la pandèmia COVID-19 a causa de l'augment del distanciament social i de les polítiques de treball des de casa. Uber Eats ha ajudat a llançar més de 4.000 restaurants virtuals a tot el món.

## Tipus
Alguns exemples de restaurants virtuals inclouen Pasqually's Pizza & Wings que opera amb Chuck E. Cheese, Wing Squad que opera a Buca di Beppo, Neighborhood Wings que opera a Applebee, It's Just Wings que opera a Chili's i The Wing Experience i The Burger Experience, que funcionen a Smokey Bones Bar &amp; Fire Grill.
El 2020, el raper Tyga es va associar amb Robert Earl i Virtual Dining Concepts per llançar una sèrie de restaurants virtuals anomenats Tyga Bites, que només lliura a través de Grubhub i opera a les cuines dels restaurants existents.

## Crítica
Els restaurants fantasma han estat criticats per les seves precàries condicions laborals i els espais de cuina estrets i sense finestres. Diversos articles de notícies del 2015 van trobar que alguns "restaurants fantasma" funcionaven com a entitats independents no regulades i sense llicència o com a "pantalla" de restaurants que podrien o no infringir el codi sanitari.
Al Regne Unit, els operadors de restaurants The Restaurant Group i Casual Dining Group van ser criticats per la manca de transparència respecte a les marques de restaurants virtuals. Es va trobar que les empreses operaven diverses marques virtuals que venien aliments similars o idèntics a les seves marques populars més populars.